# Iestyn Harris

a Compétitions nationales et continentales officielles uniquement.

b Matchs officiels uniquement.
Dernière mise à jour le 2 juin 2025.
Iestyn Harris, né le 25 juin 1976 à Oldham (Angleterre), est un joueur de rugby à XIII et de rugby à XV. Il joue principalement aux postes de demi d'ouverture et d'arrière à XIII, tandis qu'à XV il joue centre ou demi d'ouverture.
Commençant sa carrière à XIII, il représente d'abord les clubs anglais de Warrington et de Leeds Rhinos. Il est élu meilleur joueur de Super League en 1998. Il devient international gallois en 1994, avant de représenter la Grande-Bretagne pour la première fois en 1996.
Il passe à XV en 2001, rejoignant le Cardiff RFC, puis les Cardiff Blues deux ans plus tard. Devenu très rapidement international gallois dans ce sport, il connaît vingt-cinq sélections et dispute la Coupe du monde 2003.
Il retourne vers le rugby à XIII en 2004, rejoignant les Bradford Bulls. Il met un terme à sa carrière de joueur en 2009, après une dernière saison avec les Featherstone Rovers.

## Carrière

### Joueur
Iestyn Harris est anglais de naissance, mais il a pu jouer pour le pays de Galles car son père est Gallois.
Il a commencé sa carrière en jouant au rugby à XIII avec le club des Warrington Wolves. En 1997, il signe pour les Leeds Rhinos où il devient un joueur de classe mondiale. 
En 2001, il a été transféré aux Cardiff RFC, club de rugby à XV, portant les espoirs de nombreux supporters gallois qui espéraient qu’avec son apport leur nation retrouverait une équipe de premier plan.
Il a disputé son premier test match le 10 novembre 2001, contre l'équipe d'Argentine.
Harris a participé à la Coupe du monde 2003 (4 matchs, défaite en quarts de finale).
Il a quitté le rugby à XV en 2004, pour rejouer avec le club treiziste des Bradford Bulls qu'il aide à gagner le titre en 2005.
Le 10 mai 2006, il décide d'arrêter sa carrière internationale avec la Grande-Bretagne (15 sélections), mais il souhaite tout de même jouer la Coupe du monde 2008 avec le pays de Galles.
En 2009, il rejoint les Featherstone Rovers en Championship, avant de mettre un terme à sa carrière de joueur plus tard la même année.

### Entraîneur
Iestyn Harris est l'entraîneur adjoint de l'équipe galloise de rugby à XIII des Crusaders depuis la saison 2010.

## Palmarès
- Vainqueur du World Club Challenge 2006 avec Bradford.
- Vainqueur de la Super League avec les Bradford en 2005.
- Vainqueur de la Coupe d'Angleterre avec les Leeds Rhinos en 1999.
- Récipiendaire du Man of Steel Award en 1998.